# Middle Village-Metropolitan Avenue
Middle Village-Metropolitan Avenue è una fermata della metropolitana di New York, capolinea nord della linea BMT Myrtle Avenue. Nel 2019 è stata utilizzata da 1 090 449 passeggeri. È servita dalla linea M, attiva 24 ore su 24.

## Storia
La stazione fu aperta il 22 febbraio 1915. Il 16 luglio 1974 un incendio distrusse la banchina e il fabbricato viaggiatori in legno. Terminati i lavori di ricostruzione, la stazione venne riaperta nel 1980.

## Strutture e impianti
La stazione ha due binari e una banchina ad isola. All'estremità nord della banchina si trova un fabbricato viaggiatori dove sono posizionati i tornelli e che affaccia sull'angolo est dell'incrocio tra Metropolitan Avenue e Rentar Plaza. La struttura è accessibile alle persone con disabilità motoria.

## Interscambi
La stazione è servita da alcune autolinee gestite da MTA Bus e NYCT Bus.
- Fermata autobus